# نايجل بيكر
نايجل بيكر (9 يناير 1914 - 10 مارس 1968) (بالإنجليزية: Nigel Baker)‏ هو لاعب كريكت بريطاني (وحمل سابقاً جنسية المملكة المتحدة لبريطانيا العظمى وأيرلندا).